# Lista miliardarilor (2006)
Ceea ce urmează este lista miliardarilor, în dolari americani, din întreaga lume în 2006 alcătuită de Forbes, și care nu îi include pe șefi de state a căror avere este legată de poziția lor.  În 2006, există 793 miliardari din  49 de țări, cu mai mult de jumătate provenind din  Statele Unite ale Americii și Germania. 2006 a adus o creștere a numărului de miliardari din Rusia, India și Brazilia datorată creșterii economice din aceste țări.

## Topul miliardarilor (alcătuit de Forbes)
| #   | Nume                                   | Avere netă        | Cetățenie                                         | Sousa                                                        |
| --- | -------------------------------------- | ----------------- | ------------------------------------------------- | ------------------------------------------------------------ |
| 1▬  | Bill Gates                             | US$151 miliarde▲  | Statele Unite ale Americii                        | Microsoft                                                    |
| 2▬  | Warren Buffett                         | US$42 miliarde▼   | Statele Unite ale Americii                        | Berkshire Hathaway                                           |
| 3▲  | Carlos Slim                            | US$30.0 miliarde▲ | Mexic                                             | Telmex                                                       |
| 4▲  | Ingvar Kamprad                         | US$28 miliarde▲   | Suedia                                            | IKEA                                                         |
| 5▼  | Lakshmi Mittal                         | US$23.5 miliarde▼ | Regatul Unit India                                | Mittal Steel Company                                         |
| 6▲  | Paul Allen                             | US$22 miliarde▲   | Statele Unite ale Americii                        | Microsoft                                                    |
| 7▲  | Bernard Arnault                        | US$21.5 miliarde▲ | Franța                                            | LVMH; Christian Dior SA                                      |
| 8▼  | Prince Al-Waleed                       | US$20 miliarde▼   | Arabia Saudită                                    | Kingdom Holding Company                                      |
| 9▲  | David Thomson                          | US$19.6 miliarde▲ | Canada                                            | Thomson Corporation                                          |
| 10▲ | Li Ka Shing                            | US$18.8 miliarde▲ | Hong Kong, China                                  | Cheung Kong Group; Hutchison Whampoa                         |
| 11  | Roman Abramovici                       | US$18.2 miliarde  | Rusia                                             | Sibneft; Rusal; Chelsea F.C.                                 |
| 12  | Michael Dell                           | US$17.1 miliarde  | Statele Unite ale Americii                        | Dell Inc.                                                    |
| 13  | Karl Albrecht                          | US$17 miliarde    | Germania                                          | ALDI                                                         |
| 14  | Sheldon Adelson                        | US$16.1 miliarde  | Statele Unite ale Americii                        | Las Vegas Sands                                              |
| 15  | Liliane Bettencourt                    | US$16 miliarde    | Franța                                            | L'Oréal                                                      |
| 15  | Larry Ellison                          | US$16 miliarde    | Statele Unite ale Americii                        | Oracle Corporation                                           |
| 17  | Christy Walton                         | US$15.9 miliarde  | Statele Unite ale Americii                        | Wal-Mart                                                     |
| 17  | Jim Walton                             | US$15.9 miliarde  | Statele Unite ale Americii                        | Wal-Mart                                                     |
| 19  | S. Robson Walton                       | US$15.8 miliarde  | Statele Unite ale Americii                        | Wal-Mart                                                     |
| 20  | Alice Walton                           | US$15.7 miliarde  | Statele Unite ale Americii                        | Wal-Mart                                                     |
| 21  | Helen Walton                           | US$15.6 miliarde  | Statele Unite ale Americii                        | Wal-Mart                                                     |
| 22  | Theo Albrecht                          | US$15.2 miliarde  | Germania                                          | ALDI                                                         |
| 23  | Amancio Ortega                         | US$14.8 miliarde  | Spania                                            | Inditex                                                      |
| 24  | Steven Ballmer                         | US$13.6 miliarde  | Statele Unite ale Americii                        | Microsoft                                                    |
| 25  | Azim Premji                            | US$13.3 miliarde  | India                                             | Wipro                                                        |
| 26  | Sergey Brin                            | US$12.9 miliarde  | Statele Unite ale Americii                        | Google                                                       |
| 27  | Larry Page                             | US$12.8 miliarde  | Statele Unite ale Americii                        | Google                                                       |
| 28  | Abigail Johnson                        | US$12.5 miliarde  | Statele Unite ale Americii                        | Fidelity Investments                                         |
| 29  | The Nasser Al-Kharafi family           | US$12.4 miliarde  | Kuwait                                            | M. A. Kharafi and Sons                                       |
| 29  | Barbara Cox Anthony                    | US$12.4 miliarde  | Statele Unite ale Americii                        | Cox Enterprises                                              |
| 29  | Anne Cox Chambers                      | US$12.4 miliarde  | Statele Unite ale Americii                        | Cox Enterprises                                              |
| 32  | Stefan Persson                         | US$12.3 miliarde  | Suedia                                            | H&M                                                          |
| 33  | Charles Koch                           | US$12 miliarde    | Statele Unite ale Americii                        | Koch Industries                                              |
| 33  | David H. Koch                          | US$12 miliarde    | Statele Unite ale Americii                        | Koch Industries                                              |
| 35  | Raymond, Thomas and Walter Kwok        | US$11.6 miliarde  | Hong Kong, China                                  | Sun Hung Kai Properties; SmarTone; Kowloon Motor Bus Company |
| 36  | Adolf Merckle                          | US$11.5 miliarde  | Germania                                          | Phoenix Pharmahandel                                         |
| 37  | Sulaiman Bin Abdul Al Rajhi            | US$11 miliarde    | Arabia Saudită                                    | Al Rajhi Bank                                                |
| 37  | Vagit Alekperov                        | US$11 miliarde    | Rusia Azerbaidjan                                 | Novolipetsk Steel                                            |
| 37  | Silvio Berlusconi                      | US$11 miliarde    | Italia                                            | Fininvest; Mediaset; A.C. Milan                              |
| 37  | Lee Shau Kee                           | US$11 miliarde    | Hong Kong, China                                  | Henderson Land; Hong Kong and China Gas Company              |
| 41  | Vladimir Lisin                         | US$10.7 miliarde  | Rusia                                             |                                                              |
| 42  | The Michael Otto family                | US$10.4 miliarde  | Germania                                          |                                                              |
| 43  | Pierre Omidyar                         | US$10.1 miliarde  | Statele Unite ale Americii                        | eBay                                                         |
| 44  | Leonardo Del Vecchio                   | US$10 miliarde    | Italia                                            | Luxottica; Ray Ban                                           |
| 44  | The Michele Ferrero family             | US$10 miliarde    | Italia                                            | Nutella                                                      |
| 44  | Forrest Mars Jr.                       | US$10 miliarde    | Statele Unite ale Americii                        | Mars, Incorporated                                           |
| 44  | Jacqueline Mars                        | US$10 miliarde    | Statele Unite ale Americii                        | Mars, Incorporated                                           |
| 44  | John Mars                              | US$10 miliarde    | Statele Unite ale Americii                        | Mars, Incorporated                                           |
| 44  | Viktor Vekselberg                      | US$10 miliarde    | Rusia                                             |                                                              |
| 50  | Mikhail Fridman                        | US$9.7 miliarde   | Rusia                                             |                                                              |
| 51  | The Spiro Latsis family                | US$9.1 miliarde   | Grecia                                            |                                                              |
| 52  | John Kluge                             | US$9 miliarde     | Statele Unite ale Americii                        |                                                              |
| 53  | Carl Icahn                             | US$8.7 miliarde   | Statele Unite ale Americii                        |                                                              |
| 53  | Kirk Kerkorian                         | US$8.7 miliarde   | Statele Unite ale Americii                        |                                                              |
| 55  | The Birgit Rausing family              | US$8.6 miliarde   | Suedia                                            |                                                              |
| 56  | Mukesh Ambani                          | US$8.5 miliarde   | India                                             | Reliance Industries                                          |
| 56  | The Serge Dassault family              | US$8.5 miliarde   | Franța                                            | Dassault Industries                                          |
| 56  | Hans Rausing                           | US$8.5 miliarde   | Regatul Unit Suedia                               |                                                              |
| 59  | The Galen Weston family                | US$8.4 miliarde   | Canada                                            |                                                              |
| 60  | Susanne Klatten                        | US$8.1 miliarde   | Germania                                          |                                                              |
| 61  | The Rudolf August Oetker family        | US$8 miliarde     | Germania                                          |                                                              |
| 62  | Oleg Deripaska                         | US$7.8 miliarde   | Rusia                                             |                                                              |
| 63  | Sumner Redstone                        | US$7.7 miliarde   | Statele Unite ale Americii                        | Viacom                                                       |
| 64  | Alexei Mordashov                       | US$7.6 miliarde   | Rusia                                             |                                                              |
| 65  | Donald Newhouse                        | US$7.5 miliarde   | Statele Unite ale Americii                        |                                                              |
| 65  | Samuel Newhouse, Jr.                   | US$7.5 miliarde   | Statele Unite ale Americii                        |                                                              |
| 65  | Alain and Gerard Wertheimer            | US$7.5 miliarde   | Elveția Franța                                    |                                                              |
| 65  | Reinhold Würth                         | US$7.5 miliarde   | Germania                                          |                                                              |
| 69  | Joseph and Moise Safra                 | US$7.4 miliarde   | Brazilia                                          |                                                              |
| 70  | Philip Knight                          | US$7.3 miliarde   | Statele Unite ale Americii                        | formerly Nike                                                |
| 71  | George Soros                           | US$7.2 miliarde   | Ungaria Germania Statele Unite ale Americii       |                                                              |
| 72  | Ernesto Bertarelli                     | US$7.1 miliarde   | Elveția Italia                                    |                                                              |
| 72  | Suleiman Kerimov                       | US$7.1 miliarde   | Rusia                                             |                                                              |
| 74  | Philip and Cristina Green              | US$7 miliarde     | Regatul Unit                                      |                                                              |
| 74  | Francois Pinault                       | US$7 miliarde     | Franța                                            |                                                              |
| 74  | August von Finck                       | US$7 miliarde     | Germania                                          |                                                              |
| 77  | Mohammed Al Amoudi                     | US$6.9 miliarde   | Arabia Saudită                                    |                                                              |
| 77  | The Abdul Aziz Al Ghurair family       | US$6.9 miliarde   | Emiratele Arabe Unite                             |                                                              |
| 79  | Maria-Elisabeth and Georg Schaeffler   | US$6.8 miliarde   | Germania                                          |                                                              |
| 80  | Charles Ergen                          | US$6.7 miliarde   | Statele Unite ale Americii                        |                                                              |
| 80  | Edward Johnson, III                    | US$6.7 miliarde   | Statele Unite ale Americii                        | Fidelity Investments                                         |
| 82  | The Lee Kun-hee family                 | US$6.6 miliarde   | Coreea de Sud                                     | Samsung                                                      |
| 82  | Stefan Quandt                          | US$6.6 miliarde   | Germania                                          | BMW                                                          |
| 84  | Saleh bin Abdul Aziz Al Rajhi          | US$6.5 miliarde   | Arabia Saudită                                    |                                                              |
| 84  | The Rafael del Pino family             | US$6.5 miliarde   | Spania                                            |                                                              |
| 84  | Stanley Ho                             | US$6.5 miliarde   | Țările de Jos Hong Kong, China                    |                                                              |
| 84  | Mærsk Mc-Kinney Møller                 | US$6.5 miliarde   | Danemarca                                         | A.P. Møller-Mærsk Group                                      |
| 84  | Rupert Murdoch                         | US$6.5 miliarde   | Australia Regatul Unit Statele Unite ale Americii | News Corporation                                             |
| 89  | Philip Anschutz                        | US$6.4 miliarde   | Statele Unite ale Americii                        |                                                              |
| 89  | Hasso Plattner                         | US$6.4 miliarde   | Germania                                          | SAP AG                                                       |
| 89  | Vladimir Potanin                       | US$6.4 miliarde   | Rusia                                             |                                                              |
| 89  | Mikhail Prokhorov                      | US$6.4 miliarde   | Rusia                                             |                                                              |
| 93  | Vladimir Yevtushenkov                  | US$6.3 miliarde   | Rusia                                             |                                                              |
| 94  | Micky Arison                           | US$6.1 miliarde   | Israel                                            |                                                              |
| 94  | Curt Engelhorn                         | US$6.1 miliarde   | Germania                                          |                                                              |
| 94  | Friedrich Karl Flick                   | US$6.1 miliarde   | Germania                                          |                                                              |
| 94  | German Khan                            | US$6.1 miliarde   | Rusia Germania                                    |                                                              |
| 94  | Ronald Perelman                        | US$6.1 miliarde   | Statele Unite ale Americii                        |                                                              |
| 94  | Johanna Quandt                         | US$6.1 miliarde   | Germania                                          | BMW                                                          |
| 100 | Dan Duncan                             | US$6 miliarde     | Statele Unite ale Americii                        |                                                              |
| 100 | The Gerald Cavendish Grosvenor family  | US$6 miliarde     | Regatul Unit Irlanda                              |                                                              |
| 100 | Jack C. Taylor                         | US$6 miliarde     | Statele Unite ale Americii                        |                                                              |
| 103 | Eli Broad                              | US$5.9 miliarde   | Statele Unite ale Americii                        |                                                              |
| 104 | Anil Ambani                            | US$5.7 miliarde   | India                                             | Reliance ADA Group                                           |
| 104 | Donald Bren                            | US$5.7 miliarde   | Statele Unite ale Americii                        |                                                              |
| 106 | James, Arthur and John E. Irving       | US$5.5 miliarde   | Canada                                            | Irving Group of Companies                                    |
| 107 | The Yasuo Takei family                 | US$5.4 miliarde   | Japonia                                           |                                                              |
| 107 | YC Wang                                | US$5.4 miliarde   | Taiwan                                            |                                                              |
| 109 | Shari Arison                           | US$5.2 miliarde   | Israel                                            |                                                              |
| 109 | The Kunio Busujima family              | US$5.2 miliarde   | Japonia                                           |                                                              |
| 109 | Nikolai Tsvetkov                       | US$5.2 miliarde   | Rusia                                             |                                                              |
| 112 | Michael Bloomberg                      | US$5.1 miliarde   | Statele Unite ale Americii                        |                                                              |
| 112 | Cheng Yu-tung                          | US$5.1 miliarde   | Hong Kong, China                                  |                                                              |
| 114 | Leonard Blavatnik                      | US$5 miliarde     | Rusia                                             |                                                              |
| 114 | The Gustavo Cisneros family            | US$5 miliarde     | Venezuela                                         |                                                              |
| 114 | Charlene de Carvalho-Heineken          | US$5 miliarde     | Țările de Jos                                     | Heineken                                                     |
| 114 | John Fredriksen                        | US$5 miliarde     | Norvegia Cipru                                    | Frontline Ltd                                                |
| 114 | Saleh Kamel                            | US$5 miliarde     | Arabia Saudită                                    |                                                              |
| 114 | Karl-Heinz Kipp                        | US$5 miliarde     | Germania                                          |                                                              |
| 114 | Robert Kuok                            | US$5 miliarde     | Malaysia China                                    |                                                              |
| 114 | John Menard, Jr.                       | US$5 miliarde     | Statele Unite ale Americii                        | Menards                                                      |
| 114 | James Packer                           | US$5 miliarde     | Australia                                         |                                                              |
| 114 | Kushal Pal Singh                       | US$5 miliarde     | India                                             | DLF Universal                                                |
| 114 | Jeffrey Skoll                          | US$5 miliarde     | Statele Unite ale Americii                        |                                                              |
| 125 | Alexander Abramov                      | US$4.9 miliarde   | Rusia                                             |                                                              |
| 125 | The Erivan Haub family                 | US$4.9 miliarde   | Germania                                          |                                                              |
| 125 | The Lorenzo Mendoza family             | US$4.9 miliarde   | Venezuela                                         |                                                              |
| 125 | Sunil Mittal                           | US$4.9 miliarde   | India                                             | Airtel                                                       |
| 129 | Alexei Kuzmichov                       | US$4.8 miliarde   | Rusia                                             |                                                              |
| 129 | Robert Rowling                         | US$4.8 miliarde   | Statele Unite ale Americii                        |                                                              |
| 129 | Onsi Sawiris                           | US$4.8 miliarde   | Egipt                                             |                                                              |
| 129 | Eric Schmidt                           | US$4.8 miliarde   | Statele Unite ale Americii                        | Google; Novell; Sun Microsystems                             |
| 133 | The Nobutada Saji family               | US$4.7 miliarde   | Japonia                                           |                                                              |
| 135 | Jeronimo Arango                        | US$4.6 miliarde   | Mexic                                             |                                                              |
| 135 | The Nicky Oppenheimer family           | US$4.6 miliarde   | Africa de Sud                                     |                                                              |
| 137 | Iskander Makhmudov                     | US$4.5 miliarde   | Rusia                                             |                                                              |
| 137 | The Akira Mori family                  | US$4.5 miliarde   | Japonia                                           |                                                              |
| 137 | Julio Mario Santo Domingo              | US$4.5 miliarde   | Panama Columbia                                   |                                                              |
| 137 | The Shin Kyuk-Ho family                | US$4.5 miliarde   | Coreea de Sud Japonia                             |                                                              |
| 141 | Kumar Birla                            | US$4.4 miliarde   | India                                             | Aditya Birla Group                                           |
| 141 | David Geffen                           | US$4.4 miliarde   | Statele Unite ale Americii                        |                                                              |
| 141 | Steve Jobs                             | US$4.4 miliarde   | Statele Unite ale Americii                        | Apple Inc.                                                   |
| 141 | George Kaiser                          | US$4.4 miliarde   | Statele Unite ale Americii                        | BOK Financial Corporation                                    |
| 141 | Luis Carlos Sarmiento                  | US$4.4 miliarde   | Columbia                                          |                                                              |
| 141 | Thomas Schmidheiny                     | US$4.4 miliarde   | Elveția                                           |                                                              |
| 141 | Ty Warner                              | US$4.4 miliarde   | Statele Unite ale Americii                        | Ty Inc. (Beanie Babies)                                      |
| 148 | Jeff Bezos                             | US$4.3 miliarde   | Statele Unite ale Americii                        | Amazon.com                                                   |
| 148 | Terry Gou                              | US$4.3 miliarde   | Taiwan                                            | Foxconn                                                      |
| 148 | Walter Haefner                         | US$4.3 miliarde   | Elveția                                           |                                                              |
| 148 | Ananda Krishnan                        | US$4.3 miliarde   | Malaysia                                          |                                                              |
| 148 | Charles Bartlett Johnson               | US$4.3 miliarde   | Statele Unite ale Americii                        |                                                              |
| 148 | The Reinhard Mohn family               | US$4.3 miliarde   | Germania                                          |                                                              |
| 148 | Ross Perot                             | US$4.3 miliarde   | Statele Unite ale Americii                        |                                                              |
| 155 | Jean-Claude Decaux                     | US$4.2 miliarde   | Franța                                            |                                                              |
| 155 | Eitaro Itoyama                         | US$4.2 miliarde   | Japonia                                           |                                                              |
| 155 | Nina Wang                              | US$4.2 miliarde   | China                                             |                                                              |
| 155 | Tadashi Yanai                          | US$4.2 miliarde   | Japonia                                           |                                                              |
| 159 | Giorgio Armani                         | US$4.1 miliarde   | Italia                                            |                                                              |
| 159 | Vladimir Bogdanov                      | US$4.1 miliarde   | Rusia                                             |                                                              |
| 159 | The Lester Crown family                | US$4.1 miliarde   |                                                   |                                                              |
| 159 | James Goodnight                        | US$4.1 miliarde   |                                                   |                                                              |
| 159 | Bahaa Hariri                           | US$4.1 miliarde   | Liban Arabia Saudită                              |                                                              |
| 159 | Saad Hariri                            | US$4.1 miliarde   | Liban Arabia Saudită                              |                                                              |
| 159 | Antonia Johnson                        | US$4.1 miliarde   |                                                   |                                                              |
| 159 | Klaus-Michael Kühne                    | US$4.1 miliarde   | Germania                                          |                                                              |
| 159 | The Eliodoro Matte family              | US$4.1 miliarde   |                                                   |                                                              |
| 159 | Richard M. Schulze                     | US$4.1 miliarde   | Statele Unite ale Americii                        | Best Buy                                                     |
| 169 | Leonid Fedun                           | US$4 miliarde     |                                                   |                                                              |
| 169 | David Murdock                          | US$4 miliarde     |                                                   |                                                              |
| 169 | Shiv Nadar                             | US$4 miliarde     | India                                             | Hindustan Computers Ltd.                                     |
| 169 | Madeleine Schickedanz                  | US$4 miliarde     | Germania                                          |                                                              |
| 169 | Charles R. Schwab                      | US$4 miliarde     | Statele Unite ale Americii Germania               |                                                              |
| 174 | Boris Ivanishvili                      | US$3.9 miliarde   | Rusia                                             |                                                              |
| 175 | Abdullah Al Rajhi                      | US$3.8 miliarde   | Arabia Saudită                                    |                                                              |
| 175 | Paul Desmarais                         | US$3.8 miliarde   | Canada                                            | Power Corporation of Canada                                  |
| 175 | Aloysio de Andrade Faria               | US$3.8 miliarde   |                                                   |                                                              |
| 175 | The Michael Kadoorie family            | US$3.8 miliarde   |                                                   |                                                              |
| 175 | The Frank Lowy family                  | US$3.8 miliarde   | Australia                                         | Westfield Group                                              |
| 175 | Ng Teng Fong                           | US$3.8 miliarde   | Singapore                                         |                                                              |
| 175 | James Sorenson                         | US$3.8 miliarde   |                                                   |                                                              |
| 182 | Anacleto Angelini                      | US$3.7 miliarde   |                                                   |                                                              |
| 182 | Henry Fok                              | US$3.7 miliarde   |                                                   |                                                              |
| 182 | Gordon Moore                           | US$3.7 miliarde   |                                                   |                                                              |
| 182 | Bernard Sherman                        | US$3.7 miliarde   |                                                   |                                                              |
| 186 | Masatoshi Ito                          | US$3.6 miliarde   |                                                   |                                                              |
| 186 | Rupert Johnson, Jr.                    | US$3.6 miliarde   |                                                   |                                                              |
| 186 | The Kwek Leng Beng family              | US$3.6 miliarde   |                                                   |                                                              |
| 186 | Ralph Lauren                           | US$3.6 miliarde   |                                                   |                                                              |
| 186 | Pallonji Mistry                        | US$3.6 miliarde   | India                                             |                                                              |
| 186 | Viktor Rashnikov                       | US$3.6 miliarde   |                                                   |                                                              |
| 186 | David and Simon Reuben                 | US$3.6 miliarde   |                                                   |                                                              |
| 186 | Andreas Strüngmann                     | US$3.6 miliarde   | Germania                                          |                                                              |
| 186 | Thomas Strüngmann                      | US$3.6 miliarde   | Germania                                          |                                                              |
| 195 | William Davidson                       | US$3.5 miliarde   |                                                   |                                                              |
| 195 | Bradley Hughes                         | US$3.5 miliarde   |                                                   |                                                              |
| 195 | Edward Lampert                         | US$3.5 miliarde   |                                                   |                                                              |
| 195 | Alexander Lebedev                      | US$3.5 miliarde   |                                                   |                                                              |
| 195 | George Lucas                           | US$3.5 miliarde   | Statele Unite ale Americii                        |                                                              |
| 195 | Jim Pattison                           | US$3.5 miliarde   | Canada                                            | Jim Pattison Group                                           |
| 201 | Otto Beisheim                          | US$3.4 miliarde   | Germania                                          |                                                              |
| 201 | Richard DeVos                          | US$3.4 miliarde   |                                                   |                                                              |
| 201 | The Bernard Ecclestone family          | US$3.4 miliarde   | Regatul Unit                                      |                                                              |
| 201 | Esther Koplowitz                       | US$3.4 miliarde   | Germania Spania                                   |                                                              |
| 201 | Jorge Paulo Lemann                     | US$3.4 miliarde   | Brazilia                                          |                                                              |
| 201 | The Gérard Louis-Dreyfus family        | US$3.4 miliarde   |                                                   |                                                              |
| 207 | The Chung Mong-Koo family              | US$3.3 miliarde   |                                                   |                                                              |
| 207 | Anurag Dikshit                         | US$3.3 miliarde   |                                                   |                                                              |
| 207 | The Johann Rupert family               | US$3.3 miliarde   | Africa de Sud                                     |                                                              |
| 207 | Rainier and Michael Schmidt-Ruthenbeck | US$3.3 miliarde   | Germania                                          |                                                              |
| 207 | The Tsai Wan Tsai family               | US$3.3 miliarde   |                                                   |                                                              |
| 207 | Klaus Tschira                          | US$3.3 miliarde   |                                                   |                                                              |
| 207 | Karl Wlaschek                          | US$3.3 miliarde   | Germania                                          |                                                              |
| 214 | The Khalid Bin Mahfouz family          | US$3.2 miliarde   |                                                   |                                                              |
| 214 | The Martin Bouygues family             | US$3.2 miliarde   |                                                   |                                                              |
| 214 | William Cook                           | US$3.2 miliarde   |                                                   |                                                              |
| 214 | The Antonio Ermirio de Moraes family   | US$3.2 miliarde   |                                                   |                                                              |
| 214 | The Yoshitaka Fukuda family            | US$3.2 miliarde   |                                                   |                                                              |
| 214 | Maurice Greenberg                      | US$3.2 miliarde   | Statele Unite ale Americii                        |                                                              |
| 214 | Charoen Sirivadhanabhakdi              | US$3.2 miliarde   |                                                   |                                                              |
| 221 | The Ricardo Salinas Pliego family      | US$3.1 miliarde   |                                                   |                                                              |
| 221 | Stephan Schmidheiny                    | US$3.1 miliarde   | Elveția                                           |                                                              |
| 221 | Masayoshi Son                          | US$3.1 miliarde   |                                                   |                                                              |
| 224 | Gianluigi and Rafaela Aponte           | US$3 miliarde     |                                                   |                                                              |
| 224 | Roland Arnall                          | US$3 miliarde     | Statele Unite ale Americii                        |                                                              |
| 224 | Pyotr Aven                             | US$3 miliarde     |                                                   |                                                              |
| 224 | Edgar Bronfman, Sr.                    | US$3 miliarde     | Canada                                            | Formerly Distillers Corporation-Seagrams Ltd.                |
| 224 | Albert Frere                           | US$3 miliarde     | Belgia                                            |                                                              |
| 224 | Frits Goldschmeding                    | US$3 miliarde     | Germania                                          |                                                              |
| 224 | Heidi Horten                           | US$3 miliarde     | Germania                                          |                                                              |
| 224 | Petr Kellner                           | US$3 miliarde     | Cehia                                             | PPF                                                          |
| 224 | The Lee Seng Wee family                | US$3 miliarde     |                                                   |                                                              |
| 224 | Hiroshi Mikitani                       | US$3 miliarde     |                                                   |                                                              |
| 224 | Robert Miller                          | US$3 miliarde     | Statele Unite ale Americii                        |                                                              |
| 224 | The Sammy Ofer family                  | US$3 miliarde     |                                                   |                                                              |
| 224 | Edward Rogers                          | US$3 miliarde     |                                                   |                                                              |
| 224 | Anton Schlecker                        | US$3 miliarde     | Germania                                          |                                                              |
| 224 | Takemitsu Takizaki                     | US$3 miliarde     |                                                   |                                                              |
| 224 | William Wrigley, Jr.                   | US$3 miliarde     |                                                   |                                                              |
| 240 | David Filo                             | US$2.9 miliarde   | Statele Unite ale Americii                        | Yahoo!                                                       |
| 240 | Michael Herz                           | US$2.9 miliarde   | Germania                                          |                                                              |
| 240 | Leonard Lauder                         | US$2.9 miliarde   | Statele Unite ale Americii                        |                                                              |
| 240 | Arnon Milchan                          | US$2.9 miliarde   | Israel                                            |                                                              |
| 240 | A Jerrold Perenchio                    | US$2.9 miliarde   |                                                   |                                                              |
| 245 | Anil Agarwal                           | US$2.8 miliarde   | India                                             | Vedanta Resources                                            |
| 245 | Alberto Bailleres                      | US$2.8 miliarde   |                                                   |                                                              |
| 245 | David and Frederick Barclay            | US$2.8 miliarde   |                                                   |                                                              |
| 245 | Richard Branson                        | US$2.8 miliarde   | Regatul Unit                                      | Virgin Group                                                 |
| 245 | The Charles Cadogan family             | US$2.8 miliarde   |                                                   |                                                              |
| 245 | Wolfgang Herz                          | US$2.8 miliarde   | Germania                                          |                                                              |
| 245 | Kjeld Kirk Kristiansen                 | US$2.8 miliarde   | Danemarca                                         | LEGO                                                         |
| 245 | Lim Goh Tong                           | US$2.8 miliarde   | Malaysia                                          | Genting Group                                                |
| 245 | Carl Pohlad                            | US$2.8 miliarde   |                                                   |                                                              |
| 245 | Ravi and Shashi Ruia                   | US$2.8 miliarde   |                                                   |                                                              |
| 245 | Haim Saban                             | US$2.8 miliarde   | Egipt                                             |                                                              |
| 245 | Stefan Schörghuber                     | US$2.8 miliarde   | Germania                                          |                                                              |
| 245 | Steven Spielberg                       | US$2.8 miliarde   | Statele Unite ale Americii                        |                                                              |
| 258 | John Abele                             | US$2.7 miliarde   | Statele Unite ale Americii                        |                                                              |
| 258 | Charles Bronfman                       | US$2.7 miliarde   | Canada                                            | Formerly Distillers Corporation-Seagrams Ltd.                |
| 258 | The Matthew Bucksbaum family           | US$2.7 miliarde   | Germania                                          |                                                              |
| 258 | John Calamos                           | US$2.7 miliarde   |                                                   |                                                              |
| 258 | Francesco Gaetano Caltagirone          | US$2.7 miliarde   |                                                   |                                                              |
| 258 | Jesus de Polanco                       | US$2.7 miliarde   |                                                   |                                                              |
| 258 | Otto Happel                            | US$2.7 miliarde   | Germania                                          |                                                              |
| 258 | Ayman Hariri                           | US$2.7 miliarde   | Liban                                             |                                                              |
| 258 | Fahd Hariri                            | US$2.7 miliarde   | Liban                                             |                                                              |
| 258 | Henry Hillman                          | US$2.7 miliarde   |                                                   |                                                              |
| 258 | The Martha Ingram family               | US$2.7 miliarde   |                                                   |                                                              |
| 258 | Manuel Jove                            | US$2.7 miliarde   |                                                   |                                                              |
| 258 | Vladimir Kim                           | US$2.7 miliarde   |                                                   |                                                              |
| 258 | Ronald Lauder                          | US$2.7 miliarde   |                                                   |                                                              |
| 258 | Andrei Melnichenko                     | US$2.7 miliarde   |                                                   |                                                              |
| 258 | Henry Nicholas III                     | US$2.7 miliarde   |                                                   |                                                              |
| 258 | Sergei Popov                           | US$2.7 miliarde   |                                                   |                                                              |
| 258 | Leonard N. Stern                       | US$2.7 miliarde   |                                                   |                                                              |
| 258 | Leslie Wexner                          | US$2.7 miliarde   | Statele Unite ale Americii                        |                                                              |
| 258 | Michael Ying                           | US$2.7 miliarde   | Hong Kong, China                                  |                                                              |
| 278 | Chen Din Hwa                           | US$2.6 miliarde   | Hong Kong, China                                  |                                                              |
| 278 | The Adi Godrej family                  | US$2.6 miliarde   | India                                             | Godrej Group                                                 |
| 278 | Barbara Piasecka Johnson               | US$2.6 miliarde   | Statele Unite ale Americii                        |                                                              |
| 278 | Peter Kellogg                          | US$2.6 miliarde   | Statele Unite ale Americii                        |                                                              |
| 278 | Ann Walton Kroenke                     | US$2.6 miliarde   | Statele Unite ale Americii                        |                                                              |
| 278 | Lev Leviev                             | US$2.6 miliarde   | Israel                                            |                                                              |
| 278 | The Hugo Mann family                   | US$2.6 miliarde   | Germania                                          |                                                              |
| 278 | Naguib Sawiris                         | US$2.6 miliarde   | Egipt                                             |                                                              |
| 278 | Harold Simmons                         | US$2.6 miliarde   | Statele Unite ale Americii                        |                                                              |
| 278 | Melvin Simon                           | US$2.6 miliarde   | Statele Unite ale Americii                        |                                                              |
| 278 | James Simons                           | US$2.6 miliarde   | Statele Unite ale Americii                        |                                                              |
| 278 | The John Simplot family                | US$2.6 miliarde   | Statele Unite ale Americii                        |                                                              |
| 278 | Donald Trump                           | US$2.6 miliarde   | Statele Unite ale Americii                        |                                                              |
| 278 | Alisher Usmanov                        | US$2.6 miliarde   | Rusia                                             |                                                              |
| 292 | Riley Bechtel                          | US$2.5 miliarde   | Statele Unite ale Americii                        |                                                              |
| 292 | Stephen Bechtel, Jr.                   | US$2.5 miliarde   | Statele Unite ale Americii                        |                                                              |
| 292 | Gilberto Benetton                      | US$2.5 miliarde   | Italia                                            |                                                              |
| 292 | Giuliana Benetton                      | US$2.5 miliarde   | Italia                                            |                                                              |
| 292 | Luciano Benetton                       | US$2.5 miliarde   | Italia                                            |                                                              |
| 292 | Steven Cohen                           | US$2.5 miliarde   | Statele Unite ale Americii                        |                                                              |
| 292 | The Barbara Davis family               | US$2.5 miliarde   | Statele Unite ale Americii                        |                                                              |
| 292 | John Dorrance III                      | US$2.5 miliarde   | Irlanda                                           |                                                              |
| 292 | The Jean-Louis Dumas family            | US$2.5 miliarde   | Franța                                            |                                                              |
| 292 | Nicolas Hayek                          | US$2.5 miliarde   | Elveția                                           |                                                              |
| 292 | Ray Hunt                               | US$2.5 miliarde   | Statele Unite ale Americii                        |                                                              |
| 292 | Fukuzo Iwasaki                         | US$2.5 miliarde   | Japonia                                           |                                                              |
| 292 | Bruce Kovner                           | US$2.5 miliarde   | Statele Unite ale Americii                        |                                                              |
| 292 | Henry Kravis                           | US$2.5 miliarde   | Statele Unite ale Americii                        |                                                              |
| 292 | Leonid Mikhelson                       | US$2.5 miliarde   | Rusia                                             |                                                              |
| 292 | The Miuccia Prada family               | US$2.5 miliarde   | Italia                                            | Prada                                                        |
| 292 | The Sean Quinn family                  | US$2.5 miliarde   | Irlanda                                           |                                                              |
| 292 | The J Ricketts family                  | US$2.5 miliarde   | Statele Unite ale Americii                        |                                                              |
| 292 | George Roberts                         | US$2.5 miliarde   | Statele Unite ale Americii                        |                                                              |
| 292 | David Rockefeller                      | US$2.5 miliarde   | Statele Unite ale Americii                        |                                                              |
| 292 | The Bruno Schroder family              | US$2.5 miliarde   | Regatul Unit                                      |                                                              |
| 292 | Stephen A. Schwarzman                  | US$2.5 miliarde   | Statele Unite ale Americii                        |                                                              |
| 292 | Dennis Washington                      | US$2.5 miliarde   | Statele Unite ale Americii                        |                                                              |
| 292 | Chaleo Yoovidhya                       | US$2.5 miliarde   | Thailanda                                         |                                                              |
| 317 | Clive Calder                           | US$2.4 miliarde   | Statele Unite ale Americii                        |                                                              |
| 317 | The Dhanin Chearavanont family         | US$2.4 miliarde   | Thailanda                                         |                                                              |
| 317 | Stein Erik Hagen                       | US$2.4 miliarde   | Norvegia                                          |                                                              |
| 317 | Indu Jain                              | US$2.4 miliarde   | India                                             |                                                              |
| 317 | Richard Kinder                         | US$2.4 miliarde   | Statele Unite ale Americii                        |                                                              |
| 317 | Sergio Mantegazza                      | US$2.4 miliarde   | Elveția                                           |                                                              |
| 317 | Dietrich Mateschitz                    | US$2.4 miliarde   | Austria                                           | Red Bull                                                     |
| 317 | George P. Mitchell                     | US$2.4 miliarde   | Statele Unite ale Americii                        |                                                              |
| 317 | Axel Oberwelland                       | US$2.4 miliarde   | Germania                                          |                                                              |
| 317 | Didier Primat                          | US$2.4 miliarde   | Franța                                            |                                                              |
| 317 | Henry Samueli                          | US$2.4 miliarde   | Statele Unite ale Americii                        |                                                              |
| 317 | The Emanuele (Lino) Saputo family      | US$2.4 miliarde   | Canada                                            | Saputo Incorporated                                          |
| 317 | Dilip Shanghvi                         | US$2.4 miliarde   | India                                             | Sun Pharmaceuticals                                          |
| 317 | Steven Udvar-Hazy                      | US$2.4 miliarde   | Statele Unite ale Americii                        |                                                              |
| 317 | Wee Cho Yaw                            | US$2.4 miliarde   | Singapore                                         |                                                              |
| 317 | The Stef Wertheimer family             | US$2.4 miliarde   | Israel                                            |                                                              |
| 317 | Jerry Yang                             | US$2.4 miliarde   | Statele Unite ale Americii                        | Yahoo!                                                       |
| 317 | Samuel Zell                            | US$2.4 miliarde   | Statele Unite ale Americii                        |                                                              |

Notă: toate sumele sunt în dolari americani.